# Franciszek Gołkowski
Franciszek Gołkowski herbu Strzemię – podczaszy warszawski w 1649 roku, starosta feliński w 1650 roku, starosta dyneburski w 1649 roku, dworzanin Jego Królewskiej Mości.
Podpisał elekcję Jana II Kazimierza Wazy z ziemią czerską.  Poseł na sejm 1649/1650 roku z sejmiku warszawskiego województwa mazowieckiego.